# Marcus Nevianus
Marcus Nevianus Gerardimontanus (Marc Neefs of De Neve, Geraardsbergen, 1530 - ±1596) was een 16e-eeuwse arts en burgemeester van het Vlaamse Geraardsbergen, later priester in Gent.
In zijn De plantarum viribus poematicum (H. Wellaeus, Leuven 1563) beschreef Nevianus in 457 latijnse verzen de kracht der medicinale kruiden, in alfabetische volgorde, naar de griekse namen.
Door historische bronnen te raadplegen, zijn de Nederlandse namen toegevoegd aan de Griekse en Latijnse plantennamen.
- Biblioteca Nacional de España: XX5538489
- Gemeinsame Normdatei: 1157822738
- International Standard Name Identifier: 0000 0003 9731 7006
- Nederlandse Thesaurus van Auteursnamen: 128766255
- Système universitaire de documentation: 224307150
- Virtual International Authority File: 7727782
- WorldCat: E39PBJg8BgfHgH8Wycvh4kdCwC